# Хуабэнь
Хуабэнь (кит. 话本) — китайская городская народная повесть, возникшая из устного сказа. Отражают умонастроения и миропонимание средних и низших слоев городского общества средневекового Китая: купечества, торговцев и ремесленников, людей искусства, мелкого чиновничества. В широком смысле хуабэнь означает текст фольклорного происхождения.

## Историческая справка
Хуабэнь (букв.«основа сказа») как особый жанр письменной сюжетной прозы возник в результате деятельности китайских сказителей (шохуажэнь) в X—XIII веках.
Первоначально, представляли собой запись рассказа со слов исполнителя, либо текст, по которому сказитель вел своё повествование. Позднее получили широкое распространение вполне самостоятельные авторские (или отчасти авторские) произведения, написанные в манере хуабэнь. В китайском литературоведении они именуются «подражание хуабэнь» (ни хуабэнь).
До нашего времени дошли сборники хуабэнь эпохи Мин, хотя многие входящие в них повести были созданы в эпох Сун и даже Тан. Чаще всего известны имена не авторов, а редакторов и составителей сборников.
От XV—XVI веков до нас дошли сборники «Хуабэнь из библиотеки Хун Бяня» («Цинпин шань тан хуабэнь») и «Столичное издание популярных повестей» («Цзинь бэнь тунсу сяошо»).
Расцвет жанра хуабэнь — конец XVI- первая половина XVII века, последние десятилетия правления династии Мин. В 1621—1627 годах Фэн Мэнлун издает собрание хуабэнь, получившее в истории китайской литературы общее название «Троесловие» («Сань янь»)- три сборника по сорок повестей в каждом: «Слово назидательное, мир наставляющее» («Юй ши минь янь»), известное также как «Повести о древнем и современном» (Гу цзинь сяошо"), «Слово простое, мир предостерегающее» («Цзинь ши тун янь») и «Слово бессмертное, мир пробуждающее» (Син ши хэн янь"). Некоторые повести сборника написаны самим Фэн Мэнлуном, другие им капитально отредактированы.
В 1627 г. печатается сборник «Поразительное. Первая часть» (Чукэ Пайянь цзинци"), а в 1632 г. — «Поразительное. Вторая часть» (Эркэ Пайянь цзинци"). Автор 80 хуабэнь, вошедших в сборники — Лин Мэнчу. По его словам, материалом для повестей послужили краткие заметки различных авторов об удивительных людях и необыкновенных происшествиях, а также новеллы прошлых эпох.
Между 1632 и 1644 годами появляется сборник «Цзинь гу ци гуань» («Удивительные истории нашего времени и древности»)- избранные сорок повестей из «Троесловия» и «Поразительного».
К той же эпохе относится частично сохранившийся сборник «Камни кивают» «Ши дянь тоу») автора, имя которого скрыто под псевдонимом Тянь-жань чи соу. Известно, что он был современником и другом Фэн Мэнлуна, который написал предисловие для сборника.
Кроме того, до нас дошли сборники повестей «Чаша, мир отражающая», сборники «Двенадцать башен» и «Беззвучные пьесы», автор которых известный драматург и писатель Ли Юй и некоторые другие. Очень многие сборники и произведения жанра до нас не дошли вследствие отношения правительства эпохи Цин и ученого сословия шэньши к хуабэнь, как произведениям низкого жанра, вульгарным, презренным.
До переизданий XX века сборники хуабэнь, за исключением «Удивительных историй нашего времени и древности», были библиографической редкостью. Ряд из них сохранился не в Китае, а в Японии.

## Структура
Хуабэнь всегда начинается стихами (зачинным стихотворением). За стихами идёт зачин, состоящий из стихов и песен, позднее зачин изменился в сторону прозы, стал представлять из себя небольшой, никак не связанный с основным сюжетом рассказ. После зачина идёт основной рассказ.

Рассказ разделялся на отрывки, каждый из которых завершался стихами. Повесть обычно завершалась стихотворением, которое выражает приговор всему происходившему. Приговор должен совпадать с мнением слушающего повесть.

## Становление
В истории хуабэнь можно выделить три периода: XI—XIII века — расцвет сказа и зарождение конспективной записи; XIII—XVI века — время смешанной записи с доминированием литературного языка (вэньянь), когда преобладают народные повести; XVII—XVIII века — расцвет творчества литераторов в жанре повести, время выхода сводов и сборников хуабэнь.

## Направления
В повестях можно выделить четыре тематических направления:
- Судебная повесть (в ней присутствует судебные разбирательства, есть иллюзия тайны);
- Историко-героическая (много волшебства, суеверий, идея кармы);
- Любовная;
- Волшебная (сюжеты связаны с даосизмом, в повестях описаны чудеса, совершённые даосскими святыми).